# Villa del Rosario (Uruguay)
Villa del Rosario est une ville de l'Uruguay située dans le département de Lavalleja. Sa population est de 111 habitants.

## Infrastructure
La ville dispose d'une école, Escuela No. 16.

## Population
| Année | Population |
| ----- | ---------- |
| 2004  | 111        |

Référence,.